# Tug Dair
Tug Dair (in Somalo Togdheer; in arabo توغدير‎?, Tūghdayr) è una regione della Somalia (38.663 km²; 941.000 abitanti) con capoluogo Burao. È situata nello stato del Somaliland.